# Gustav Theodor Drobisch
Pour les articles homonymes, voir Drobisch.
Gustav Theodor Drobisch, né le 26 décembre 1811 à Dresde et mort le 15 avril 1882 dans la même ville, est un écrivain et publiciste saxon.

## Biographie
Gustav Theodor Drobisch naît le 26 décembre 1811 à Dresde.
Il étudie à Leipzig, où il prend, en 1847, la direction du journal littéraire et culturel allemand Zeitung für die elegante Welt. Il collabore ensuite à Dresdener Nachrichten et Dresdener Presse. Il se fait une réputation dans le genre humoristique ; parmi ses nombreux ouvrages, il faut surtout citer Humoresken und satiren (Leipzig, 1857) et Bunte Glasuren (Dresde, 1865). Il écrit des livres pour la jeunesse et publie Hauschatz deutscher Humoristik (Leipzig, 1858-1860, 2 vol.) avec Hermann Marggraff.
Gustav Theodor Drobisch meurt le 15 avril 1882 dans sa ville natale.